# Черно-Море
Че́рно-Море́ (болг. Черно море) — село в Бургаській області Болгарії. Входить до складу общини Бургас.

## Населення
За даними перепису населення 2011 року у селі проживала 2361 особа.
Національний склад населення села:
| Національність   | Кількість осіб | Відсоток |
| ---------------- | -------------- | -------- |
| болгари          | 1739           | 88,9%    |
| турки            | 146            | 7,5%     |
| цигани           | 31             | 1,6%     |
| інша             | 28             | 1,4%     |
| не визначились   | 12             | 0,6%     |
| Всього відповіли | 1956           |          |

Розподіл населення за віком у 2011 році:
Динаміка населення: